# Corona de barón

Corona de barón.

La corona de barón  es la insignia o tocado representativo de este título nobiliario. 
Está compuesta por un cerco de metal precioso, esmaltado y rodeado por un brazalete doble o una hilera de perlas dando ocho vueltas y adornado en la parte superior por perlas gruesas.